# Micetizam
Micetizam, odnosno trovanje gljivama, su štetni efekti unošenja otrovnih substanci koje postoje u gljivama. Ovi simptomi mogu varirati od neznatne boli u trbuhu do smrti. Trovanje gljivama je obično rezultat konzumiranja divljih gljiva zbog zamjene s nekom jestivom vrstom. Najčešći razlog ovoj zamjeni je velika sličnost po boji i generalnoj morfologiji otrovnih i jestivih gljiva. Čak i veoma iskusni gljivari se ponekada otruju. 
Da bi se spriječilo trovanje gljivama, gljivari moraju veoma dobro poznavati gljive koje kane skupiti, uključujući i poznavanje otrovnih gljiva koje su slične jestivim. Dalje, način pripreme i otrovnost nekih vrsta izgleda da varira po geografskoj lokaciji i povećava potencijal trovanja, čak i kod točno identificiranih gljiva.

## Vjerovanja
Postoje mnoga vjerovanja pri definiranju koja je gljiva otrovna, a koja nije. Nažalost, takva definicija ne postoji, i ne bi se smjelo određivati gljive na osnovu takvih praznovjerja. Slijeđenje takvih praznovjerja je čest uzrok trovanju. Neki primjeri takvih besmislenih "pravila" su:
- "Otrovne gljive su svijetlih boja." — Mnoge jestive vrste (blagva i slične) su jestive iako su svijetlih boja, a neke poput otrovne zelene pupavke su zelenkastobijele boje.
- "Kukci/životinje će izbjegavati otrovne gljive." — Gljive koje ne mogu nauditi beskralježnjacima mogu biti štetne ljudima. Larve nekih kukaca se hrane otrovnim gljivama. Također, životinje ne znaju uvijek izbjeći otrovne gljive.
- "Otrovne gljive pocrne sa srebrom." — Nijedna poznata otrovna gljiva ne pocrni sa srebrom.
- "Otrovne gljive su loša okusa." — Ljudi koji su pojeli smrtonosnu zelenu pupavku kažu da je bila dobra okusa.
- "Sve gljive su jestive ako ih se skuha/isprži/isuši/ukiseli itd." - Iako je istina da neke otrovne gljive mogu biti sigurne ako ih se pravilno pripremi, mnoge je druge nemoguće osloboditi otrova. Na mnoge otrove u gljivama toplota ne djeluje.
- "Otrovne gljive će postati ružičaste kad ih se prokuha."[3] — Mnogi izbjeglice iz Laosa su završili u bolnici nakon što su slijedili ovo praznovjerje. To je barem jednoga koštalo života.[4][5]
- "Otrovne gljive imaju zašiljen klobuk. Jestive imaju ravan, okrugao klobuk." - Oblik klobuka uopće ne pokazuje jestivost gljive.

## Otrovi i njihovi simptomi
Postoje razni toksini sa specifičnim, a ponekad smrtonosnim efektima:
- Alfa-amanitin (smortonosan: izaziva oštećenje jetre nakon jednog do tri dana nakon konzumacije) - 6-12 sati nema simptoma, zatim bol u žeucu. Smrtnost je između 10 i 15 posto.
- Falotoksin (izaziva nadražaje u trbuhu) – nalazi se u gljivama roda Amanita, kao i alfa-amanitin.
- Orelanin (smrtonosan: izaziva prestanak rada bubrega 3 tjedna nakon konzumacije) – nema simptoma 3-20 dana nakon konzumacije, propadanje bubrega počinje oko jedanaestog dana, a do dvadesetog su simptomi vidljivi. Simptomi su povraćanje, zamor, bol u području bubrega.
- Muscarin (ponekada smrtonosan: može izazvati prestanak rada dišnih organa) – znojenje, suzenje očiju, otežano disanje.
- Giromitrin (smrtonosan: izaziva neurotoksičnost, nadražaj želuca i uništavanje krvnih zrnaca) - delirij, gubitak koordinacije, povraćanje, anemija.
- Koprin (izaziva mučnost kad se konzumira s alkoholom) – mučnost može izazvati konzumacija alkohola kratko nakon konzumacije gljive. Povraćanje, glavobolja, slabost.
- Ibotenička kiselina i muscimol (halucinogen) – povraćanje, zbunjenost, pospanost. Simptomi se obično pojave 30 minuta do 2 sata nakon konzumacije. To stanje traje nekoliko sati.
- Psilocibin i psilocin (halucinogen) – euforija, razna priviđenja, strah, zbunjenost. Simptomi se obično pojave nedugo nakon konzumacije.
- Arabitol (izaziva iritacije u stomaku kod nekih ljudi) - ne može naštetiti, samo neki ljudi osjete nadražaje u trbuhu.
- Bolesatin, otrov nađen u gljivi Boletus satanas
- Ergotamin (smrtonosan: utiče na vaskularni sistem i može dovesti do gubitka udova i smrti) - otrov nađen u gljivama roda Claviceps.